# Сигнал за бедствие
Сигнал за бедствие е международно приет начин за искане на помощ. Сигнализацията се извършва чрез радиовръзка, визуални или звукови средства. Подаването на такъв сигнал означава, че животът на хората се намира под непосредствена и неизбежна опасност и те се нуждаят от незабавна помощ. Подаването на сигнал за бедствие при всички други обстоятелства е грубо нарушение на международните закони, както и на повечето местни такива.

## Аварийна радиокомуникация
Аварийната комуникация е обмен на електронни съобщения, най-често гласови данни чрез радиовръзка, за излъчване и приемане на сигнали за бедствие. Аварийните честоти са предназначени изключително за аварийна комуникация – обмен на радиоелектронни съобщения при кризи, бедствия и аварии. Те са:
| служба     | служба                | честоти                                              | честоти                                              |                                                      |
| гражданска | гражданска            | 9-и канал (на 27,065 MHz)                            | 9-и канал (на 27,065 MHz)                            |                                                      |
| морска     | морска                | 2182 kHz                                             | 156,800 MHz                                          |                                                      |
| авиационна | гражданска            | 121,500 MHz                                          | 121,500 MHz                                          |                                                      |
| авиационна | военна                | 243,000 MHz                                          | 243,000 MHz                                          |                                                      |
| любителска | VHF (само в България) | R1                                                   | 145,025/145,625 MHz                                  |                                                      |
| любителска | VHF (само в България) | R2                                                   | 145,050/145,650 MHz                                  |                                                      |
| любителска | HF (международни)     | 3,760 MHz 7,060 MHz 14,300 MHz 18,160 MHz 21,360 MHz | 3,760 MHz 7,060 MHz 14,300 MHz 18,160 MHz 21,360 MHz | 3,760 MHz 7,060 MHz 14,300 MHz 18,160 MHz 21,360 MHz |

### Започване на нова радиовръзка
1. Сигнал за бедствие – радиостанцията се настройва на необходимата аварийна честота и се повтаря три пъти думата MAYDAY: „Мейдей, мейдей, мейдей!“
2. Идентификация – обявява се повиквателния знак, името на кораба, ИКАО-кода на самолета или името на лицето и се потвърждвава искането за помощ: „Тук е... (позивна или име). Моля за незабавна помощ! (на английски: This is... asking for help!)“
3. Аварийна ситуация – съобщава се характера на аварийната ситуация, например: „Пожар на борда“! или „Пострадахме от свлачище“!
4. Местоположение – съобщават се точните географски координати. Когато те са неизвестни, се обявява последното точно известно местоположение и приблизителното отстояние от него:
  1. Намирам се в точка с координати... (северна ширина)... (източна дължина) – на английски: My location is... North... East.;
  2. Намирам се на... (километра)... (посоката – източно, западно, северно, южно) от... (последното точно известно местоположение).
5. Брой и състояние на пострадалите – съобщава се броят на хората и дали могат да се придвижват самостоятелно: „На борда има... души, няма ранени и трудноподвижни лица“. или „С мен има още... души,... от тях не могат да се придвижват самостоятелно“.

### Намеса в съществуваща радиовръзка
Когато животът на хората се намира в непосредствена и неизбежна опасност, е допустима намеса в радиоразговори на други кореспонденти, за искане на помощ, на всякакви честоти. Изчаква се пауза в разговора, когато единият кореспондент е завършил репликата си, а другият още не е отговорил, и се съобщава:
1. Искане за прекъсване на връзката – повтаря се три пъти думата BREAK: „Брек, брек, брек!“
2. Идентификация и причина за прекъсване на връзката – обявяват се повиквателния знак и искането за аварийна комуникация: „Тук е... (позивна или име), авариен трафик! (на английски: This is... declaring emergency!)“
3. Аварийна ситуация, местоположение, брой и състояние на пострадалите – както в предишния раздел.

Обявяването на „авариен трафик“ (на английски: declaring emergency) е равнозначно на искане за помощ със сигнала MAYDAY.

## Морски сигнали за бедствие
Сигналите за бедствие на море са дефинирани в Международни правила за предотвратяване на сблъскване на море и в Международния сигнален код. Те трябва да се използват само при огромна и неизбежна опасност за живота. Другите спешни сигнали трябва да бъдат подавани чрез сигнал пан-пан.
Бедствие може да бъде оповестено по някой от следните начини:
- изпращане на сигнал Мейдей по радио на УКВ канал 16 (156,8 MHz) или на КВ честота 2182 kHz
- предаване на сигнал SOS чрез Морзова азбука
- използване на парашутна сигнална ракета с червена светлина или фалшфеер с червена светлина, държан в ръка
- оранжев димен сигнал
- пламъци от плавателното средство (например от горящ варел с катран, масло и пр.)
- бавно и повтарящо се вдигане и спускане на ръце, протегнати встрани
- непрекъснат сигнал от сирена за мъгла
- оръдеен или друг сигнал от експлозия през интервали от около една минута
- флаговете NC (November Charlie) от Международни сигнални флагове
- квадратен флаг над топка или нещо, наподобяващо топка

Освен с посочените начини, бедствие може да се сигнализира чрез автономни радио маяци, например Emergency Position-Indicating Radio Beacon (EPIRB).
Ако никой от тези начини не може да се използва, вниманието може да бъде привлечено чрез какъвто и да е необичаен сигнал, например фок, вдигнат наопаки.
Обръщането на национален флаг вече не е широко използвано като сигнал за бедствие, защото е трудно или невъзможно някои флагове да бъдат разпознати, че са обърнати (например флагът на Австрия –  или на Аржентина – ) или наблюдаващият да не е запознат с конкретния флаг и да не разбере, че е обърнат. Ако националният флаг е единственото средство на разположение, в ъглите му могат да бъдат направени възли.

## Авиационни сигнали за бедствие
Честотата за предаване на радиосигнали за бедствие на граждански самолети е 121,5 MHz. Военните самолети използват честота 243 MHz (която е хармонична на 121,5 MHz и поради това гражданските радиомаяци излъчват и на военната честота). Самолетите могат да сигнализират за бедствие чрез задаване на някой от специалните транспондерни кодове, например 7700.
Самолет без радиовръзка може да подаде сигнал за бедствие чрез „триъгълен модел за бедствие“ – серия от последователни завои на 120°. Това е рядко използван начин за сигнализация.

## Сухопътни сигнали за бедствие

### Аварийни сигнали за бедствие
|                                                                                       |                                                                                            |
| Помощ, търпим бедствие!                                                               | Помощ, търпим бедствие! Спешно се нуждаем от храна и вода!                                 |
|                                                                                       |                                                                                            |
| Помощ, търпим бедствие! Има ранен или тежко болен, който не може да се придвижва сам! | Три огъня под формата на равностранен триъгълник, най-малко на 30 – 50 метра един от друг. |

Аварийните сигнали за бедствие са елементарен набор от знаци, които се изобразяват на земята с размери 10 х 6 метра от подръчни материали – камъни, дървета, треви с контрастен цвят и други. Трябва да са добре видими от въздуха и околните планински върхове. Не е подходящо сигналът да се изработва близо до високи дървета, могили и други, които ограничават видимостта. През деня в огньовете трябва да се слагат повече треви и листа – така се отделя повече дим, който се вижда по-надалеч. През нощта огньовете трябва да бъдат колкото е възможно по-ярки. Ако не разполагате с много дърва, подгответе три сигнални огъня, но поддържайте само един слаб огън. Непрекъснато се оглеждайте за самолети, превозни средства и други. Бъдете готови да запалите сигналните огньове при първия признак, че наблизо минават превозни средства, от които могат да бъдат забелязани.
Други аварийни сигнали за бедствие са шест силни изсвирвания, шест просветвания с прожектор или шест проблясвания с огледало, последвани от едноминутна пауза; сигналите се повтарят до получаване на отговор. Три изсвирвания или просветвания са подходящ отговор.
Ако претърпите авария с пътно превозно средство в пустиня или друга рядко населена местност, останете при автомобила, независимо колко дълго ще ви се наложи да чакате. Намирането на превозно средство на път, по който макар и рядко, но все пак минават автомобили, е много по-лесно и вероятно, отколкото намирането на човек или група, които бродят в пустошта. Отворете капака на двигателя и багажника – това е сигнал за бедствие, който пилотите и представителите на аварийно-спасителните служби (полиция, пожарна и други) добре познават.

### Международна таблица сигнали „Земя – Въздух“
Международна таблица сигнали „Земя – Въздух“ се използва от професионални спасители, пилоти, военни и други. Значението на сигналите е:
1. Необходим е лекар, има пострадали с тежки телесни повреди;
2. Необходими са медикаменти
3. Не можем да се придвижваме;
4. Необходими са ни храна и вода;
5. Трябват ни оръжие и боеприпаси;
6. Трябват ни карта и компас;
7. Трябва ни прожектор, с батерии и радиостанция, с акумулатор;
8. Покажете ни накъде да вървим;
9. Движа се в указаното направление;
10. Ще направя опит за излитане;
11. Транспортното средство е тежко повредено;
12. Тук може да кацнете безопасно;
13. Трябват ни гориво-смазочни материали
14. Всичко е наред;
15. Не, отказ;
16. Да, потвърждавам;
17. Не разбрах;
18. Трябва ни механик;
19. Приключихме операциите;
20. Нищо не открихме, продължаваме търсенето;
21. Получихме сведения, че аварийното транспортно средство се намира в тази посока;
22. Намерихме всички хора;
23. Намерихме само няколко души;
24. Не можем да продължим, връщаме се в базата;
25. Разделихме се на две групи, всяка от тях се придвижва в указаното направление.